# Alloway Auld Kirk

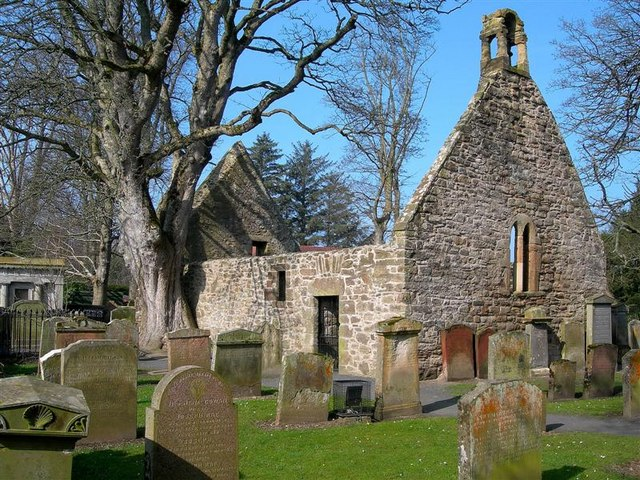
Alloway Auld Kirk

Die Alloway Auld Kirk ist eine Kirchenruine in der schottischen Stadt Alloway in der Council Area South Ayrshire. Die Kirchenruine ist als Scheduled Monument klassifiziert.

## Geschichte
Erstmals wurde eine Kirche an diesem Standort in einer Charta des schottischen Königs Alexander II. aus dem Jahre 1236 erwähnt. Die Ursprünge des heutigen Gebäudes gehen wahrscheinlich auf das Jahr 1516 zurück als eine Kirche errichtet wurde. Man geht jedoch davon aus, dass das Gebäude im Jahre 1653 nahezu vollständig neu aufgebaut wurde. Die ehemals eigenständige Kirchengemeinde wurde 1690 an die der Auld Kirk of Ayr angegliedert. In den 1740er Jahren wurde die Alloway Auld Kirk zusätzlich als Schulgebäude genutzt. Das Geburtshaus des Dichters Robert Burns (Burns Cottage) liegt unweit der Kirche. Burns Vater William (verstorben 1784) liegt auf dem Kirchhof begraben. In den 1790er Jahren wird das Gebäude bereits als Ruine beschrieben. Der schaurige Anblick inspirierte Robert Burns die Kirche in seinem wohl bekanntesten Gedicht Tam o’ Shanter als Spukkirche zu beschreiben („Da sieht er schimmernd durch das Grau; Kirk-Alloway, den alten Bau; Er strahlt im vollen Lichterglanze; Und d’rinnen lärmt’s von wildem Tanze“).

## Beschreibung
Das Gebäude liegt an einer Ausfallstraße am Südrand von Alloway. Der längliche Bruchsteinbau weist eine Innenfläche von 12,2 m × 6,1 m auf. Er schloss mit einem Satteldach ab, das heute nicht mehr vorhanden ist. Das Rundbogenportal befindet sich rechts an der nordexponierten Seite. Etwa mittig befindet sich eine quadratische Fensteröffnung. Eine weiter links befindliche Öffnung wurde mit Mauerwerk verschlossen. Ein weiterer Eingang ist an der Südseite zu finden. Rechts von diesem ist ein schmales längliches Fenster eingelassen. Auf dem Giebel oberhalb des Lanzettzwillingsfensters an der Ostseite sitzt ein Dachreiter mit Geläut auf. Im Inneren befinden sich eiserne Grabplatten und Grabsteine.